# Шевелянчик, Николай Александрович
Николай Александрович Шевелянчик (3 января 1923, Пинск — 28 ноября 1973, Могилёв) — советский футболист, нападающий, тренер.

## Биография
Начинал играть в футбол в конце 1930-х годов в пинской команде «Ожел» (пол. Orzel). После присоединения Западной Белоруссии к СССР стал играть за «Динамо» (Пинск), но вскоре получил приглашение во вторую команду минского «Динамо».
С началом Великой Отечественной войны вместе с другими игроками минского клуба был эвакуирован в Москву и поступил на службу в Отдельную мотострелковую бригаду особого назначения (ОМСБОН). Позднее был откомандирован в Белорусский штаб партизанского движения.
После окончания войны вернулся в минское «Динамо» и выступал за команду в течение 10 лет. Как в довоенные, так и в первые послевоенные годы был одним из немногих уроженцев Белоруссии в составе команды. Первый матч в классе «А» сыграл 14 мая 1945 года против ленинградского «Зенита», а первый гол забил в своей четвёртой игре, 11 июня 1945 года в ворота сталинградского «Трактора». Всего в высшей лиге сыграл 127 матчей и забил 24 гола. В 1951 году в классе «Б» забил 22 гола и стал лучшим снайпером своей команды, а в одном из матчей, против «Динамо» (Алма-Ата) сделал «покер», также в этом сезоне стал серебряным призёром первой лиги. В 1953 году со своим клубом стал победителем турнира класса «Б». В сезоне 1954 года, когда минчане стали бронзовыми призёрами высшей лиги, провёл на поле только один матч.
В 1956—1959 годах входил в тренерский штаб минского «Спартака» (такое название носило «Динамо»), также в 1956 году входил в тренерский штаб сборной Белорусской ССР на Спартакиаде народов СССР. В 1962—1963 годах возглавлял минский СКА, игравший в классе «Б», а в 1965—1967 годах тренировал «Спартак» (Могилёв).
Семья. Шевелянчик Клара Владимировна - жена (16.10.1934-28.01.2022).
Шевелянчик Александр Николаевич - сын (08.10.1968).
Шевелянчик Тимофей Александрович - внук (31.03.2010).